# 1902

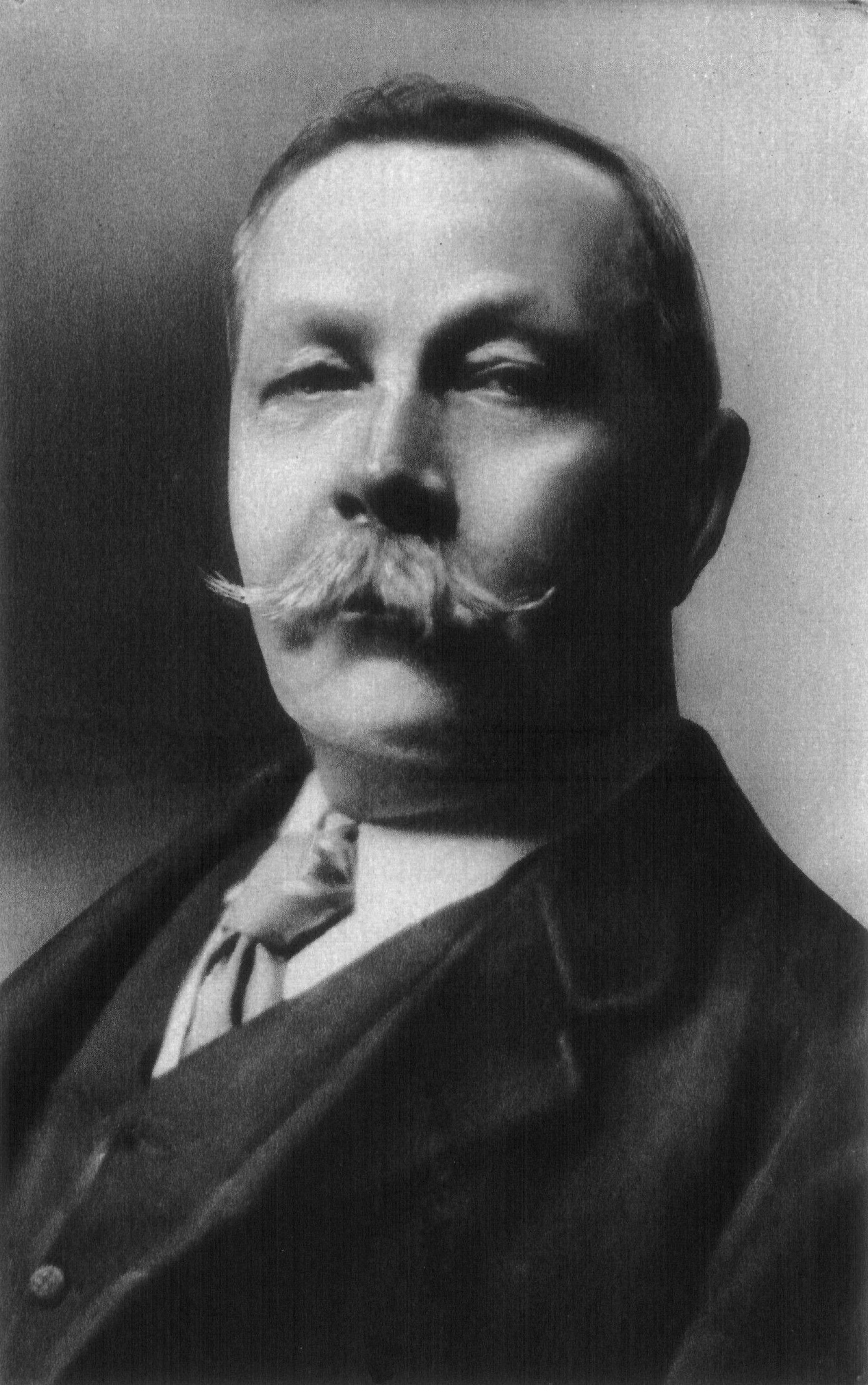
Arthur Conan Doyle, che nel 1902 viene nominato Baronetto

Il 1902 (MCMII in numeri romani) è un anno  del XX secolo.

## Eventi
- Dopo aver dato segnali di un'attività sempre più intensa, La Pelée esplode con violenza distruggendo la città di Saint-Pierre. Una nuvola incandescente di gas e ceneri si abbatte sull'abitato e in meno di un minuto muoiono 28 000 persone. Sopravvive solo un detenuto rinchiuso in una prigione sotterranea.
- Il liutaio statunitense Orville Gibson fonda la Gibson Guitar Corporation.
- Viene fondata la 3M.
- Gli Stati Uniti acquistano dalla Spagna i diritti sul Canale di Panama.
- Tomaso Vialardi di Sandigliano, maggiore del 3º Reggimento Alpini, poi maggior generale, costituisce nell'inverno il I Gruppo specialistico di Alpini sciatori.
- Il Genoa, prima squadra calcistica in Italia, fonda il settore giovanile (sotto i 16 anni).
- Scoperta dell'agente eziologico della malattia del sonno (Tripanosoma castellani).
- Sir Arthur Conan Doyle viene nominato Baronetto grazie al romanzo storico The Great Boer War.
- Italia: prima linea ferroviaria elettrica trifase ad alta tensione del mondo.
- Peter Pan compare per la prima volta nel romanzo L'uccellino bianco di James Matthew Barrie.
- 6 marzo: viene fondato il Real Madrid, uno dei club di calcio più titolati della storia.
- 9 marzo: viene fondata l'Associazione Calcio Vicenza.
- maggio: esplode una rivolta di popolazioni indigene dell'Angola contro il dominio coloniale portoghese.
- 8 maggio: in Martinica esplode il vulcano La Pelée: oltre 40 000 le vittime.
- 31 maggio: fine della seconda Guerra Anglo-Boera con il Trattato di Vereeniging.
- 14 luglio: crolla il campanile di San Marco a Venezia: nessun ferito né morto.
- 17 luglio: Willis Haviland Carrier realizza il primo impianto di aria condizionata.
- 15 settembre – Italia: la canzone Torna a Surriento viene composta in onore del presidente del consiglio Giuseppe Zanardelli, in visita alla città di Sorrento.
- 26 settembre: nella cittadina siciliana di Modica una disastrosa alluvione provoca 112 vittime. Precipitazioni di tali proporzioni non erano mai state osservate prima a memoria d'uomo in quel territorio.
- 21 novembre: termina la Guerra dei Mille Giorni in Colombia.

## Nati
Ci sono circa 1 630 voci su persone nate nel 1902; vedi la pagina Nati nel 1902 per un elenco descrittivo o la categoria Nati nel 1902 per un indice alfabetico.

## Morti
Ci sono circa 370 voci su persone morte nel 1902; vedi la pagina Morti nel 1902 per un elenco descrittivo o la categoria Morti nel 1902 per un indice alfabetico.

## Calendario
| Calendario 1902 | Calendario 1902 | Calendario 1902 | Calendario 1902 | Calendario 1902 | Calendario 1902 | Calendario 1902 | Calendario 1902 | Calendario 1902 | Calendario 1902 | Calendario 1902 | Calendario 1902 | Calendario 1902 | Calendario 1902 | Calendario 1902 | Calendario 1902 | Calendario 1902 | Calendario 1902 | Calendario 1902 | Calendario 1902 | Calendario 1902 | Calendario 1902 | Calendario 1902 | Calendario 1902 | Calendario 1902 | Calendario 1902 | Calendario 1902 | Calendario 1902 | Calendario 1902 | Calendario 1902 | Calendario 1902 | Calendario 1902 | Calendario 1902 |
| --------------- | --------------- | --------------- | --------------- | --------------- | --------------- | --------------- | --------------- | --------------- | --------------- | --------------- | --------------- | --------------- | --------------- | --------------- | --------------- | --------------- | --------------- | --------------- | --------------- | --------------- | --------------- | --------------- | --------------- | --------------- | --------------- | --------------- | --------------- | --------------- | --------------- | --------------- | --------------- | --------------- |
|                 | 1               | 2               | 3               | 4               | 5               | 6               | 7               | 8               | 9               | 10              | 11              | 12              | 13              | 14              | 15              | 16              | 17              | 18              | 19              | 20              | 21              | 22              | 23              | 24              | 25              | 26              | 27              | 28              | 29              | 30              | 31              |                 |
| Gennaio         | Me              | Gi              | Ve              | Sa              | Do              | Lu              | Ma              | Me              | Gi              | Ve              | Sa              | Do              | Lu              | Ma              | Me              | Gi              | Ve              | Sa              | Do              | Lu              | Ma              | Me              | Gi              | Ve              | Sa              | Do              | Lu              | Ma              | Me              | Gi              | Ve              |                 |
| Febbraio        | Sa              | Do              | Lu              | Ma              | Me              | Gi              | Ve              | Sa              | Do              | Lu              | Ma              | Me              | Gi              | Ve              | Sa              | Do              | Lu              | Ma              | Me              | Gi              | Ve              | Sa              | Do              | Lu              | Ma              | Me              | Gi              | Ve              |                 |                 |                 |                 |
| Marzo           | Sa              | Do              | Lu              | Ma              | Me              | Gi              | Ve              | Sa              | Do              | Lu              | Ma              | Me              | Gi              | Ve              | Sa              | Do              | Lu              | Ma              | Me              | Gi              | Ve              | Sa              | Do              | Lu              | Ma              | Me              | Gi              | Ve              | Sa              | Do              | Lu              |                 |
| Aprile          | Ma              | Me              | Gi              | Ve              | Sa              | Do              | Lu              | Ma              | Me              | Gi              | Ve              | Sa              | Do              | Lu              | Ma              | Me              | Gi              | Ve              | Sa              | Do              | Lu              | Ma              | Me              | Gi              | Ve              | Sa              | Do              | Lu              | Ma              | Me              |                 |                 |
| Maggio          | Gi              | Ve              | Sa              | Do              | Lu              | Ma              | Me              | Gi              | Ve              | Sa              | Do              | Lu              | Ma              | Me              | Gi              | Ve              | Sa              | Do              | Lu              | Ma              | Me              | Gi              | Ve              | Sa              | Do              | Lu              | Ma              | Me              | Gi              | Ve              | Sa              |                 |
| Giugno          | Do              | Lu              | Ma              | Me              | Gi              | Ve              | Sa              | Do              | Lu              | Ma              | Me              | Gi              | Ve              | Sa              | Do              | Lu              | Ma              | Me              | Gi              | Ve              | Sa              | Do              | Lu              | Ma              | Me              | Gi              | Ve              | Sa              | Do              | Lu              |                 |                 |
| Luglio          | Ma              | Me              | Gi              | Ve              | Sa              | Do              | Lu              | Ma              | Me              | Gi              | Ve              | Sa              | Do              | Lu              | Ma              | Me              | Gi              | Ve              | Sa              | Do              | Lu              | Ma              | Me              | Gi              | Ve              | Sa              | Do              | Lu              | Ma              | Me              | Gi              |                 |
| Agosto          | Ve              | Sa              | Do              | Lu              | Ma              | Me              | Gi              | Ve              | Sa              | Do              | Lu              | Ma              | Me              | Gi              | Ve              | Sa              | Do              | Lu              | Ma              | Me              | Gi              | Ve              | Sa              | Do              | Lu              | Ma              | Me              | Gi              | Ve              | Sa              | Do              |                 |
| Settembre       | Lu              | Ma              | Me              | Gi              | Ve              | Sa              | Do              | Lu              | Ma              | Me              | Gi              | Ve              | Sa              | Do              | Lu              | Ma              | Me              | Gi              | Ve              | Sa              | Do              | Lu              | Ma              | Me              | Gi              | Ve              | Sa              | Do              | Lu              | Ma              |                 |                 |
| Ottobre         | Me              | Gi              | Ve              | Sa              | Do              | Lu              | Ma              | Me              | Gi              | Ve              | Sa              | Do              | Lu              | Ma              | Me              | Gi              | Ve              | Sa              | Do              | Lu              | Ma              | Me              | Gi              | Ve              | Sa              | Do              | Lu              | Ma              | Me              | Gi              | Ve              |                 |
| Novembre        | Sa              | Do              | Lu              | Ma              | Me              | Gi              | Ve              | Sa              | Do              | Lu              | Ma              | Me              | Gi              | Ve              | Sa              | Do              | Lu              | Ma              | Me              | Gi              | Ve              | Sa              | Do              | Lu              | Ma              | Me              | Gi              | Ve              | Sa              | Do              |                 |                 |
| Dicembre        | Lu              | Ma              | Me              | Gi              | Ve              | Sa              | Do              | Lu              | Ma              | Me              | Gi              | Ve              | Sa              | Do              | Lu              | Ma              | Me              | Gi              | Ve              | Sa              | Do              | Lu              | Ma              | Me              | Gi              | Ve              | Sa              | Do              | Lu              | Ma              | Me              |                 |

## Premi Nobel
In quest'anno sono stati conferiti i seguenti Premi Nobel:
- per la Pace: Élie Ducommun, Charles Albert Gobat
- per la Letteratura: Christian Matthias Theodor Mommsen
- per la Medicina: Ronald Ross
- per la Fisica: Hendrik Antoon Lorentz, Pieter Zeeman
- per la Chimica: Hermann Emil Fischer

## Arti

### Musica
- Enrico Caruso è il primo cantante d'opera a incidere la propria voce su grammofono.
- Igor Stravinskij compone la romanza per voce e pianoforte "Nube tempestosa" e lo "Scherzo" per pianoforte

### Letteratura
- Arnold Bennett pubblica il romanzo Anna delle cinque città
- Sir Arthur Conan Doyle pubblica il celebre romanzo del ciclo di Sherlock Holmes Il mastino dei Baskerville
- Viene pubblicato a Catania Il turno di Luigi Pirandello per l'editore Niccolò Giannotta
- Joseph Conrad pubblica Cuore di tenebra, uscito in precedenza in tre puntate sulla rivista Blackwood's Magazine

### Cinema
- Viene proiettato Le voyage dans la Lune di Georges Méliès